# Гуго III (герцог Бургундії)
Гуго III (фр. Hugues III de Bourgogne; бл. 1148 — 25 серпня 1192) — герцог Бургундії у 1162—1192 роках, учасник Третього хрестового походу.

## Біографія

### Початок правління
Походив з династії Капетингів. Син Еда II, герцога Бургундії, та Марії Шампанської. У 1162 році втратив батька. Номінально Гуго було оголошено герцогом, втім замість нього правила мати. У 1164 або 1165 році вона постриглась у черниці, а Гуго III став правити самостійно.
У 1165 році оженився з донькою герцога Лотарингії, чим значно зміцнив становище Бургундії щодо Священної Римської імперії. У 1166 році підтримав Вільгельма I, графа Шалона, який повстав проти французького короля Людовика VII. Проте війна завершилася у 1168 році поразкою союзників, а Шалонське графство конфіскував король. Після цього Гуго III замирився з Людовиком VII. Того ж року перетворив на потужну фортецю замок Шатійон.

### Проща
У 1171 році вирушив разом зі своїм родичем (по материнській лінії) Стефаном I, графом Сансерр, до Палестини на допомогу Єрусалимському королівству. Тут він воював з сельджуцькими атабеками, а потім 1172 року вирішив повернутися до Бургундії. Того ж року прибув до Італії, де зустрівся з папою римським Олександром III, від якого отримав благословіння.
За його відсутності 1174 році, Гі I, граф Неверський, і Гі де Вержі повстали проти герцога. Прибувши на батьківщину того ж року Гуго III переміг повсталих біля Осера, після цього полоненого Гі I Неверського відправив до фортеці міста Бон, де той пробув до 1175 року.

### Війни з сусідами
У 1176 пограбував англійське посольство, яке прямувало до Сицилії (щодо укладання шлюбної угоди). У 1179 році встановив владу над графством Лангр, уклавши відповідну угоду з його єпископом.
Влітку 1182 року втрутився у війну між англійським співкоролем Генріхом Молодим і його братом, Ричардом. Гуго III разом з Раймундом V, графом Тулузьким, підтримав першого. Герцог Бургундії намагався послабити Ричарда, проте раптова смерть Генріха порушила плани. Тому Гуго III вимушений був повернутися до своїх володінь.
У 1183 році Гуго III розірвав шлюб зі своєю першою дружиною Алікс, після чого в тому ж році одружився з донькою дофіна В'єннського. Можливо це було пов'язано з амбіціями відновити владу над колишньою Верхньою Бургундією.
Водночас виступив проти нового короля Філіппа II Августа, не бажаючи давати васальну присягу. У війні 1183 року між Францією та Бургундією колишні бунтівні сеньйори (Невер, Віржі) виступили проти Гуго III. Війна завершилася лише у 1186 році після падіння міста Шатійон та полону спадкоємця герцогства — принца Еда. Мирну угоду було укладено в Тоннері за посередництва Фридриха I, імператора Священної Римської імперії. Гуго III заплатив викуп за сина у розмірі 30 тис. ліврів та віддав 3 замки, а також визнав сюзеренітет Франції.
Слідом за цим герцог зосередив зусилля на відновлення економічної потужності Бургундії, що постраждала після тривалої війни. Багато приділяв підтримці абатств, особливо Клюні. Також намагався відновити торгівлю та ремісництво. Водночас 1187 року переніс столицю з Бона до Діжона.

### Хрестовий похід
У 1190 році разом з королем Філіппом II рушив у Третій хрестовий похід. Разом з іншими очільниками християнських військ брав участь в облозі Акри, яку було захоплено 1191 року. Після цього король Франції повернувся до Європи. Гуго III залишився на чолі усіх французьких військ, які, втім являли собою загони окремих феодалів, а королівські війська залишили Палестину. При цьому бургундський герцог опинився в складному фінансовому становищі, оскільки Філіпп II підступно не залишив необхідних коштів для платні солдатам. Тому Гуго III прийняв пропозицію англійського короля Ричарда I щодо фінансування своїх військ, завдяки чому було встановлено союз між Бургундією та Англією.
Надалі з успіхом діяв проти військ єгипетського султана Салах-ад-Діна, якому завдали поразки у битві при Арзуфі (7 вересня 1191 року). Разом з Річардом I брав участь у поході на Єрусалим, який не було завершено. По завершенню військових дій у серпні 1192 році Гуго III раптово помер. Владу над Бургундією успадкував його старший син Ед.

## Родина
1 Дружина — Алікс (1145—1200), донька Маттея I, герцога Лотарингії
Діти:
- Ед (1166—1218), герцог Бургундії у 1192—1218 роках
- Олександер (1170—1205), сеньйор Монтегю
- Дульса (1175—1219), дружина Симона де Семюра, сеньйора Лузі
- Алікс (1177-д/н), дружина Беро VII, сеньйора Меркер

2 Дружина — Беатриса (1161—1228), донька Гіга V, дофіна В'єнського, графа Альбонського
Діти:
- Гіг VI Андре (1184—1237), дофін В'єнський 1228—1237 роках
- Маґо (1190—1242), дружина Жана I Старого, графа Шалона і Осонна
- Маргарита (1192—1243), дружина Амадея IV, графа Савойського